# Serei Eri
Sir Vincent Serei Eri, GCMG (* 12. September 1936 in Moveave, Provinz Gulf, Papua-Neuguinea; † 25. Mai 1993 in Port Moresby) war ein papua-neuguineischer Politiker und Schriftsteller.

## Biografie
Nach dem Schulbesuch absolvierte er ein Lehramtsstudium an der University of Papua New Guinea und war danach als Lehrer tätig, ehe er zum Direktor des Bildungswesens ernannt wurde. 1975 wurde er zum ersten Generalkonsul des Landes in Australien ernannt und erhielt nach der Souveränität am 16. September 1975 den Titel eines Hochkommissars (High Commissioner). Dieses Amt übte er bis 1979 aus.
1986 gründete er zusammen mit Ted Diro die People's Action Party (PAP) und wurde als deren Kandidat zum Abgeordneten des Versammlungshauses (House of Assembly) gewählt.
Am 27. Februar 1990 wurde er als Nachfolger des am 31. Dezember 1989 verstorbenen Sir Ignatius Kilage zum Generalgouverneur ernannt und übernahm dieses Amt vom amtierenden Generalgouverneur Dennis Young. Zugleich wurde er von Königin Elisabeth II. zum Knight Grand Cross des Order of St. Michael and St. George ernannt.
Einige Monate später führte er eine Verfassungskrise herbei, nachdem der nunmehrige stellvertretende Premierminister und sein Parteifreund Ted Diro der Korruption angeklagt und schuldig befunden wurde. Entsprechend der Verfassung hätte er Diro entlassen müssen, was er jedoch nicht tat. Dies führte zu einer heftigen Kontroverse, die letztlich auch zu Rücktrittsforderungen gegenüber dem Generalgouverneur mit sich brachten. Schließlich verfasste Premierminister Rabbie Namaliu eine offizielle Anfrage an Königin Elisabeth II. mit der Bitte um Eris Ablösung. Am 4. Oktober 1991 trat Eri vor einer entsprechenden offiziellen Ablösung zurück. Das Amt des amtierenden Generalgouverneur übernahm bis zur Einsetzung von Wiwa Korowi erneut Parlamentssprecher Dennis Young.
Eri war daneben als Schriftsteller tätig und galt lange Zeit als der erste Einheimische, der mit "The Crocodile" im Jahr 1970 einen Roman in englischer Sprache verfasst hatte. Allerdings wurde von dem ersten Methodistenpriester des Landes Hosea Linge, genannt Ligeremaluoga of Kono bereits 1932 das Buch "The Earstwhile Savage" herausgegeben.